# Moqueur bleu et blanc
Melanotis hypoleucus
Espèce
Statut de conservation UICN

 LC  : Préoccupation mineure
Le Moqueur bleu et blanc (Melanotis hypoleucus) est une espèce de passereau de la famille des Mimidae.
Son aire s'étend de l'État de Chiapas au nord-ouest du Nicaragua.